# Шевченки (Кобеляцька міська громада)
Шевче́нки — село в Україні, у Кобеляцькій міській громаді Полтавського району Полтавської області. Населення становить 441 осіб.

## Географія
Село Шевченки знаходиться на лівому березі дельти річки Ворскла, вище за течією на відстані 4 км розташоване село Вільховатка, нижче за течією на відстані 5 км розташоване село Орлик. За 1,5 км розташоване село Дашківка.

## Історія
12 червня 2020 року, відповідно до розпорядження Кабінету Міністрів України № 721-р «Про визначення адміністративних центрів та затвердження територій територіальних громад Полтавської області», село увійшло до складу Кобеляцької міської громади.
19 липня 2020 року, в результаті адміністративно - територіальної реформи та ліквідації Кобеляцького району, село увійшло до складу новоутвореного Полтавського району Полтавської області.

## Відомі люди
- Мельник Валерій Ігорович (1983—2014) — старший солдат Збройних сил України, учасник російсько-української війни[3].
- Соляник Федір Трохимович (1950-2022) - головний лікар Луганської обласної клінічної лікарні з 1996 року. Лікар вищої категорії, кандидат медичних наук, доцент Луганського медичного університету, Заслужений лікар України.